# Lockheed Hudson
Lockheed Hudson je bil ameriški lahki bombnik druge svetovne vojne.
Uporabljali so ga kot transportno letalo in za iskanje nasprotnikovih podmornic. Oborožen je bil s 5 strojnicami, 2 spredaj, 2 v sredini in 1 zadaj. Izdelali so jih 2584.

## Specifikacije (Hudson Mk I)
Splošne karakteristike
- Posadka: 6
- Dolžina: 44 ft 4 in (13,51 m)
- Razpon kril: 65 ft 6 in (19,96 m)
- Višina: 11 ft 10 in (3,62 m)
- Površina kril: 551 ft² (51,2 m²)
- Teža praznega letala: 12000 lb (5400 kg)
- Naložena teža: 17500 lb (7930 kg)
- Maks. vzletna teža: 18500 lb (8390 kg)
- Pogon letala: 2 ×  9-valjni zvezdasti motor Wright Cyclone, 1100 KM (820 kW)  vsak

 Zmogljivost 
- Maks. hitrost: 218 vozlov (246 mph, 397 km/h)
- Doseg: 1700 nm (1960 milj, 3150 km)
- Višina leta: 24500 ft (7470 m)
- Hitrost vzpenjanja: 1200 ft/min (6,2 m/s)

Oborožitev

- Strelno orožje: 

  - 2 × .303 in (7.7 mm) M1919 Browningn strojnici
  - 2× .303 Browning strojnici v nosu
- Bombe: Bombe ali globinske bombe